# Justin Van Zyl
Justin Van Zyl (ur. 1990) – południowoafrykański zapaśnik walczący w stylu wolnym. Brązowy medalista mistrzostw Afryki w 2024 i czwarty w 2016. Wicemistrz Wspólnoty Narodów w 2013 roku.